# 1898年1月22日日食
1898年1月22日日食为一次在协调世界时1898年1月22日出現的日全食。該次日食食分為1.0244，食甚維持2分21秒。

## 概述
這次日食的食分是1.0244，全食維持2分21秒。

## 基本參數
- 類型：日全食
- 食甚資料：
  - 日期：1898年1月22日
  - 時間：7時19分12秒
  - 地點：9N 64E
  - 食分：1.0244
  - 日全食持續時間：2分21秒

## 外部連結
- NASA日食專頁（页面存档备份，存于）（英文）